# 袁嘉蔚

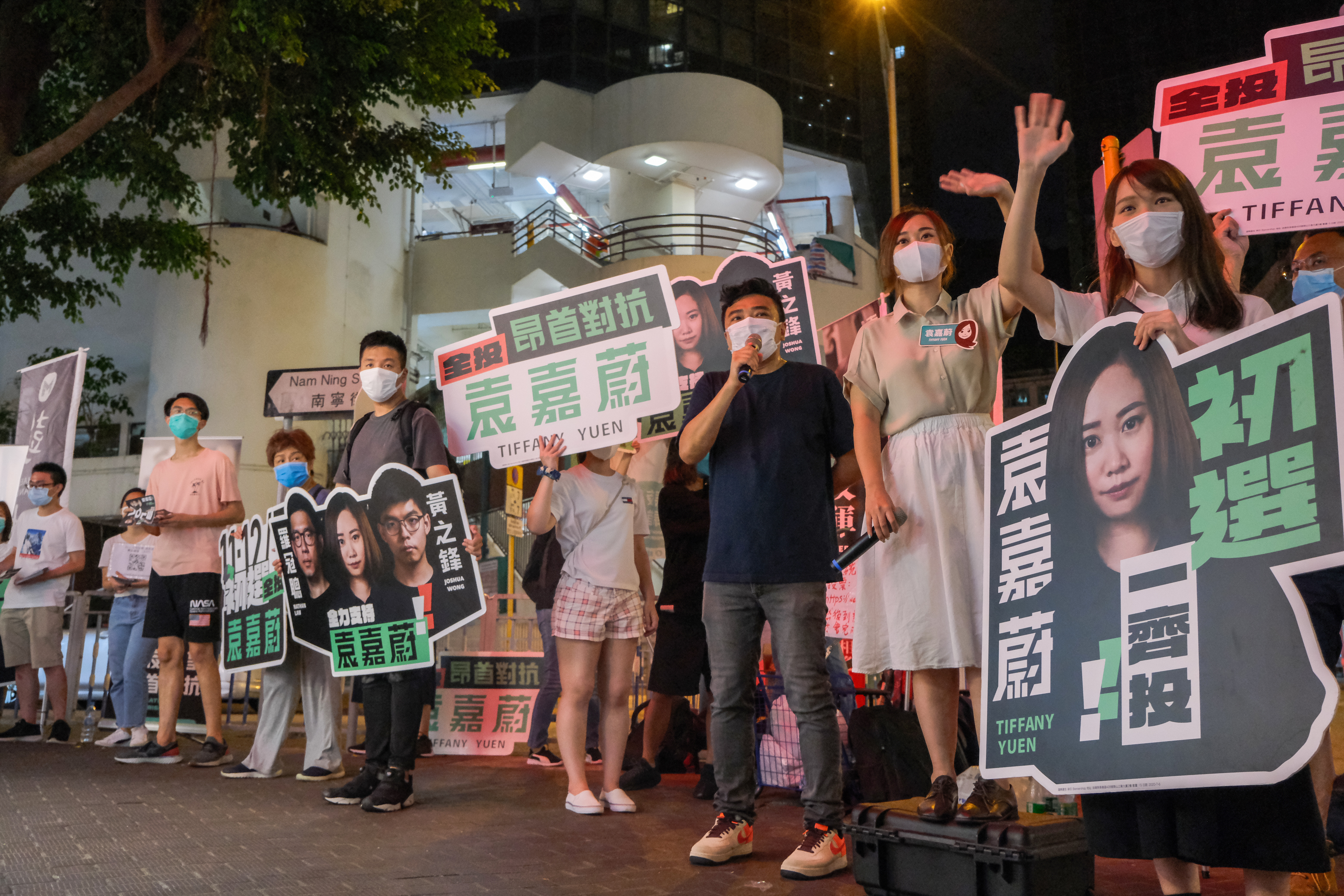
2020年　香港立法会民主派予備選挙。右から2番目の人物が袁嘉蔚。

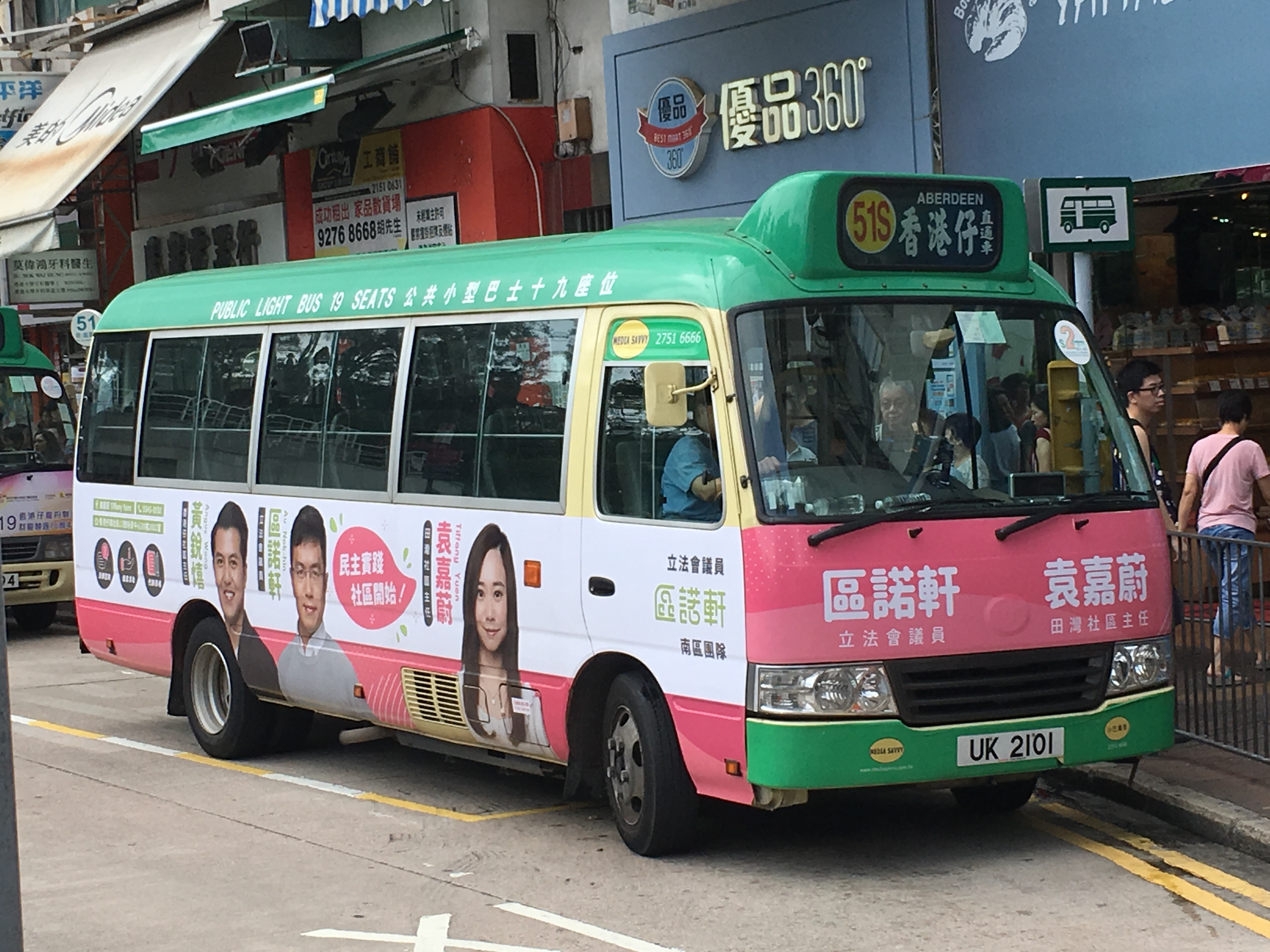
袁嘉蔚（ティファニー・ユン）と區諾軒（アウノックヒン）、香港島にて

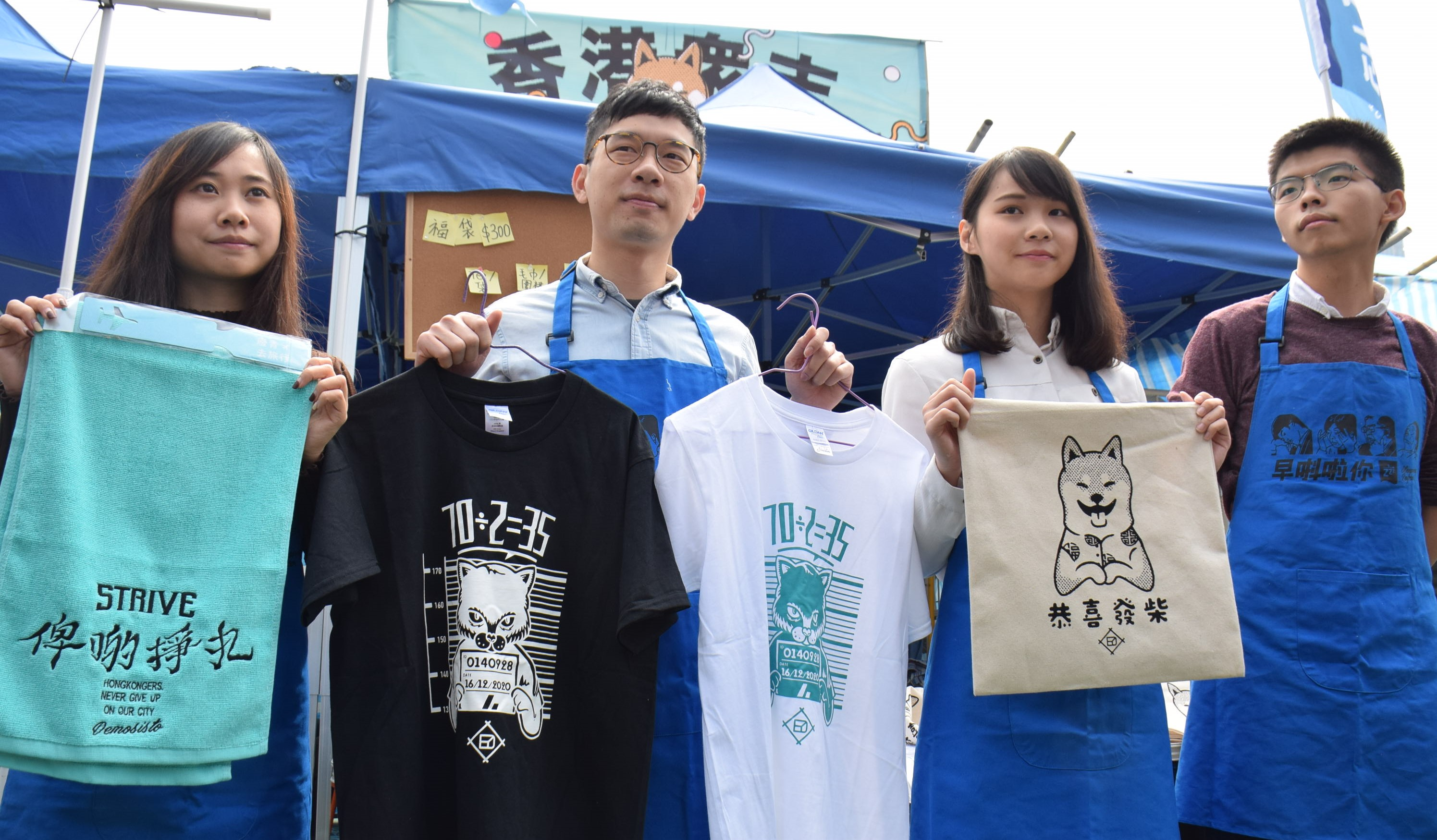
香港衆志（デモシスト）　香港ビクトリアパークにおける旧正月のお祭り会場にて。左端が袁嘉蔚（ティファニー・ユン）

袁 嘉蔚（えん かうつ、Tiffany Yuen、ティファニー・ユン、1993年9月30日 - ）は、香港の民主主義政治家、2020年より南区区議会田湾選挙区の区議員。別名は田湾女孩（ティンワン・ネオイハイ、田湾地区の女の子）。2018年に脱会するまでは、香港衆志（デモシスト）副主席などを歴任した。Youtubeの「周庭チャンネル」にも、しばしば登場している。なお、2021年2月28日午後2時、当初の予定より5週間早く再出頭を求められ、起訴、収監された。香港国家安全法によるもの。

## 政治・社会活動
ティファニー・ユンは香港城市大学で学び、中国語で学士の称号を取得した。学生時代より社会運動に参加し、代表的なものに香港港湾ストライキ、北東新開発地域計画に対する抗議などがある。ティファニー・ユンはまた、2014年の雨傘運動にも参加した。

### 香港衆志
2016年の香港衆志（デモシスト）加入後、ティファニー・ユンは2017年同副主席に選出され、共同体における奉仕活動にも精力を注いでいった。だが香港衆志（デモシスト）のメンバーがその「民主的政治志向性」によって、議員立候補資格の取り消しを余儀なくされることとなり、2018年ティファニー・ユンは脱退し、独立系の活動家として田湾地区での社会奉仕活動を続けた。香港衆志を脱会する際、彼女は「普通の社会では、個人の政治的な志向から、立候補資格が取り消されるようなことはない」と述べた。
その後ティファニー・ユンは民主派議員の區諾軒（アウ・ノックヒン）のアシスタントの職を得た。
ティファニー・ユンは香港における人々の平等、女性の権利、LGBTの権利擁護運動のチャンピオンとしての長い歴史を持つ。2018年と2019年、ティファニー・ユンは傷ついた女性性に捧げる香港の魂の祭典でパネル・スピーカーを務めた。またセクシャルハラスメントや障碍者、学生運動などに対する警察の暴力に対しても、メディアを通じはっきりと対峙し、非難した。さらに彼女は、郭偉強議員による同性愛嫌悪発言と暴力について、はっきりと声を上げた政治家の一人でもある。ティファニー・ユンによれば、これらの経験が平等性に向けた彼女の活動の原点になっている。

### 香港政治における性革命
オンラインメディアzh:女人迷によれば、ティファニー・ユンは、「香港で初めて『性的自主性』と『性革命』を提唱した女性政治家」である。彼女は仲間三人と「ABC」と呼ばれる短編シリーズをユーチューブに上げ、ジェンダーや性に関するフランクな議論番組を自主製作している。
こうした活動に加えて、ティファニー・ユンは少数民族・精神障碍者・地域のマイノリティの権利擁護」にも力を入れている。2020年6月に自閉症者がバスから降ろされ、唐辛子スプレーを浴びさせられた上て逮捕された際には、母親に連絡を取り、障碍者が適切な扱いを受けていないことに疑問を呈し、記者会見を開いた。

## 香港国家安全維持法による逮捕
2021年1月6日、ティファニー・ユンら53名は、香港国家安全維持法違反の容疑により逮捕された。その後ティファニー・ユンも含む52名は8日いったん保釈されたものの、パスポートは没収され、その後警察に再出頭が義務付けられた。
2021年1月21日欧州議会は、2021年1月初旬及びそれ以前に国家安全法の国家転覆罪により逮捕、拘留された香港民主派全ての「即刻、かつ無条件の釈放」を求める人権侵害非難決議を採択したことを発表した。また現在政治的理由で拘留中である香港の平和的抗議者、野党政治家達全てについても同様に「即時かつ無条件の釈放」を求めた。この中には、著名な運動家である黄之鋒、林朗彦（アイバン・ラム）、周庭が含まれており、彼らの容疑も「即時撤回」することが求められた。
なおCNNによると、2021年1月初旬に国家安全法により逮捕され、いったん保釈されたティファニー・ユンら香港民主派は、パスポートを没収されており、2月初旬に警察署に再出頭する義務がある。フェイスブックの彼女のページには、猫の写真と共に「生き別れになるかもしれないこと」、「2月10日以降は、どうなるか誰にも分からないこと」が記されている。また最新のページには手首に「Fearless（恐れない）」と入れたタトゥーを示し、「2月10日に出頭しなければならない」、「どんなことがあっても切り抜ける」と書いている。
本人のフェイスブックによれば、2021年2月10日午後保釈された。2月28日午後2時、当初より5週間早く警察署に再出頭を求められ、起訴・収監された。なお香港紙立場新聞は、国安法によって起訴され、収監される直前のティファニー・ユンの様子について「今日が自由の最後の日だったら」という名でビデオに収めている（日本語字幕付き）。ティファニー・ユンはビデオ半ほどで登場する。
ロイターによれば、香港民主化運動は、アメリカ超党派議員9名により、2021年2月3日ノーベル平和賞の推薦を受けた。
2021年3月12日付の香港フリープレスによると、ティファニー・ユンの保釈申請は却下された。また香港紙立場新聞によれば、ティファニー・ユンは裁判所での答弁も弁護士無しで行ない、法廷では何度も息が詰まり、苦しそうに泣いていた。
2021年2月28日、ティファニー・ユンは香港国家安全維持法により、収監された。しかし彼女が他の二人の仲間、何嘉柔（ホー・カーユウ）、黄莉莉（ウォン・リリ）と頑張ったユーチューブチャンネル「（隊員）番号ABC」は残った二人によって、引き続き制作され、放送されている。
2021年4月30日付ロイターによると、去年6月4日香港市内で開かれた「天安門事件犠牲者追悼集会」の参加を無許可集会の罪に問われ、ティファニー・ユンのほか、レスター・シャム、ジャネル・レオン、黄之鋒（ジョシュア・ウォン）が有罪判決を受けた。香港警察は去年初めてコロナ対策を理由に集会を許可していなかったが、「当日は多くの人が街頭でキャンドルを灯すなど平和的なイベントを行った」。またNHKによれば、天安門事件の犠牲者追悼集会は、「香港の集会の自由」を表わす象徴的な意味合いを持つ。なお量刑は来月6日、「改めて言い渡される」。

## 影武者としての袁嘉蔚（ティファニー・ユン）
周庭チャンネル「一番周庭に似てるのは誰？替え玉探し！」によれば、袁嘉蔚（ティファニー・ユン）は、香港国家安全維持法成立後の香港において、周庭が逮捕された場合に備えての替え玉、すなわち影武者としてのミッションを担う3人の内の一人である。